# Golanské výšiny
Golanské výšiny (arabsky هَضْبَةُ الْجَوْلَانِ‎, Hadbat al-Džawlán či مُرْتَفَعَاتُ الْجَوْلَانِ‎, Murtafa'át al-Džawlán ,hebrejsky  רמת הגולן, Ramat ha-Golan ) nebo jednoduše Golany, jsou čedičová náhorní plošina a hornatá oblast ohraničená řekou Jarmúk na jihu, Galilejským jezerem a Chulským údolím na západě, pohořím Antilibanon na severu a tokem Nachal Rakad na východě. Golanské výšiny podle mezinárodního práva náleží Sýrii, dvě třetiny území jsou kontrolovány Izraelem. Organizace spojených národů, Evropská unie, Spojené království, Liga arabských států, Mezinárodní výbor Červeného kříže, Amnesty International, a Human Rights Watch považují Golanské výšiny za území okupované Izraelem.
Izrael ovládá dvě třetiny území Golanských výšin od šestidenní války v roce 1967, kdy toto území obsadil. V roce 1981 schválil zákon o Golanských výšinách, který rozšířil izraelské právo a správu nad Golanskými výšinami a de facto je tak anektoval. Tento krok byl odsouzen Radou bezpečnosti OSN v rezoluci č. 497, která zákon prohlásila za neplatný a postrádající mezinárodní právní účinek.
Během krátké návštěvy izraelského premiéra Benjamina Netanjahua ve Washingtonu podepsal americký prezident Donald Trump 25. března 2019 dekret, kterým Spojené státy uznaly izraelskou suverenitu nad Golanskými výšinami. Doposud nebyla tato anexe žádným jiným státem uznána a Golany jsou Organizací spojených národů (OSN) nadále považovány za výsostné území Sýrie.

## Historie

### Dávná historie
Oblast byla v minulosti okupována mnoha civilizacemi jako jsou Syřané, Římané nebo osmanští Turci, kteří území ovládali až do první světové války.

### Období po I. světové válce
Po první světové válce byly Golanské výšiny nejprve součástí mandátní Palestiny, poté byly postoupeny a spravovány Francií v rámci syrského protektorátu, v roce 1946 se staly součástí samostatného státu Sýrie. K další změně došlo po obsazení Izraelem v roce 1967.

### Vývoj po roce 1967

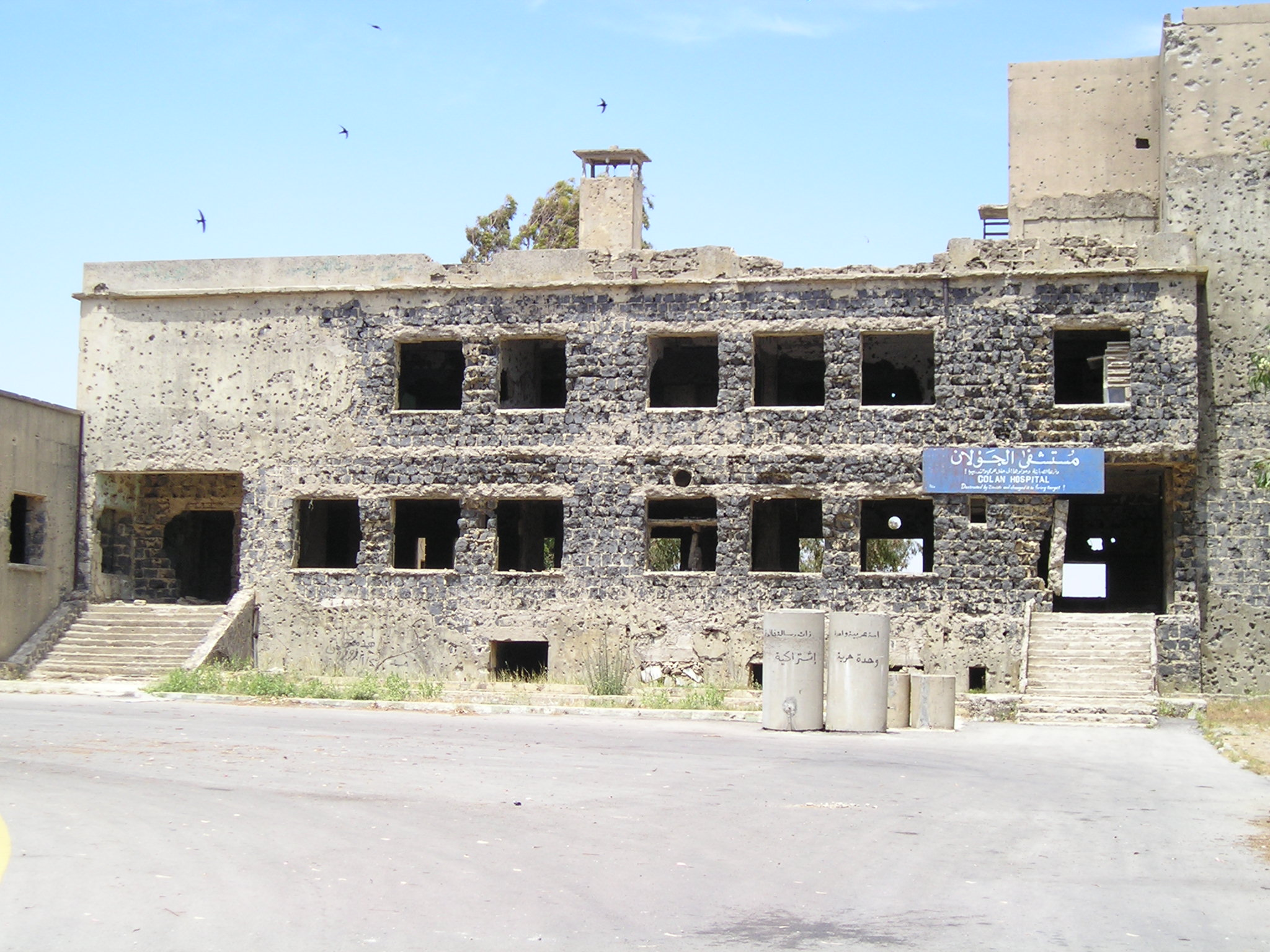
Golanská nemocnice v Kunejtře v dnešní podobě

Izraelská armáda dobyla Golanské výšiny v šestidenní válce jako řešení vlastní beznadějné vojensko-obranné situace, kdy Sýrie z vrcholů výšin mohla dělostřelecky ostřelovat přímo Izraelské osady a skrze stávající hranici pronikaly do Izraele skupiny radikálních ozbrojenců . Od roku 1967 do roku 1981 podléhalo toto území vojenské správě, pak Kneset přijal 14. prosince 1981 zákon o Golanských výšinách, kterým Golanské výšiny anektoval jako integrální součást Izraele. Většina arabského obyvatelstva, většinou Drúzové, si ponechala syrské občanství, ačkoliv si mohli zvolit i izraelské. Sýrie jim ponechává určité výhody, jako např. bezplatné vysoké školství.
Hned po šestidenní válce začal Izrael Golany osidlovat svým civilním obyvatelstvem. Kibuc Merom Golan byl založen už v červenci 1967. V roce 1970 zde bylo 12 židovských osad a v roce 2004 34 osad s asi 18 000 obyvateli.
V roce 1998 žilo v Golanských výšinách 33 000 obyvatel, většina z původních 80 000 syrských obyvatel utekla po válce v roce 1967.

## Geografie

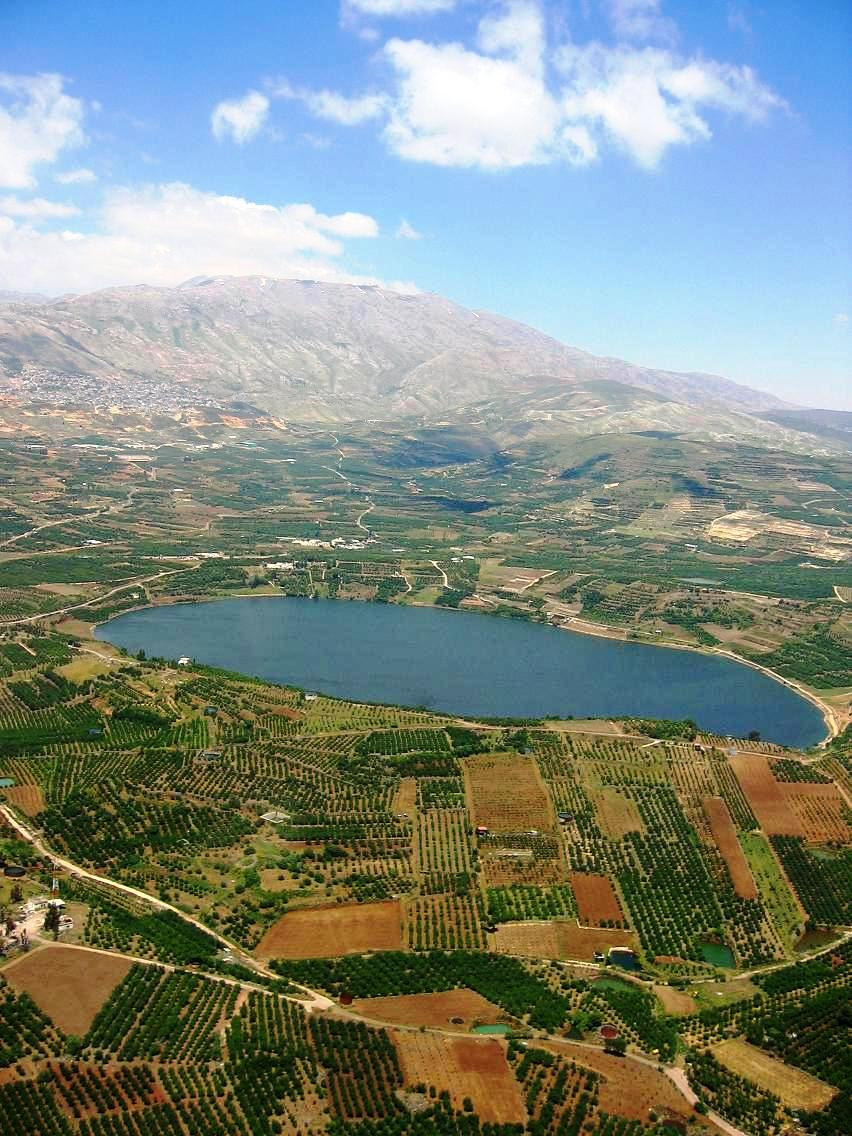
Pohled na jezero Ram

Geograficky se Golanské výšiny dělí na vlastní Golany a pohoří Hermon. Na západě jsou ohraničeny Galilejským jezerem (též nazývané Genezaretské jezero) a řekou Jordán; na jihu údolím řeky Jarmuk; na jihovýchodě hlubokým údolím vodního toku Nachal Rakad; na severu hranicí s Libanonem a na východě plošinou nazývanou Hauran. Golanské výšiny se obvykle dělí do tří regionů: severní (mezi Nachal Sa'ar a Nachal Gilabon), střední (mezi Nachal Gilabon a Nachal Dalijot) a jižní (mezi Nachal Dalijot a údolím Jarmuku). Golanské výšiny samotné mají nadmořskou výšku od 120 do 520 metrů. Na úpatí Hermonu ale terén stoupá i nad 1000 metrů.
Geologicky jsou Golany plošinou vulkanického původu zasahující až skoro k Damašku. V oblasti se nachází také řetězec vyhaslých vulkánů jako Har Bental a Har Avital nebo izolovaný kužel Har Peres na jihovýchodním okraji regionu. Hora Hermon na severu Golanských výšin je ale od vulkanické oblasti geologicky oddělena a tvoří samostatnou jednotku. Poblíž Hermonu se nachází kráterové jezero Ram zásobované podzemními prameny.
Na dopravní síť je region napojen pomocí dálnice číslo 98, jež je hlavní severojižní osou Golan táhnoucí se podél jejich východního okraje. Z ní vycházejí k západu další páteřní komunikace jako dálnice číslo 99, dálnice číslo 91 a dálnice číslo 87. Severovýchodní břeh Galilejského jezera lemuje dálnice číslo 92. Centrální částí Golan prochází v severojižním směru rovněž takzvaná Ropná silnice, sledující trasu zaniklého ropovodu.

### Obce
Největším administrativním centrem Golanských výšin je dnes město Kacrin postavené v 70. letech. Ke zdejším židovským sídlům vesnického typu patří řada kibuců (např. Merom Golan) a mošavů. Na severu jsou čtyři drúzské vesnice včetně Madždal Šams a alavitská vesnice Ghadžar, která se nachází na obou stranách izraelsko-libanonské hranice, mimo vlastní geograficky vymezovaný region Golanských výšin.